# Batik Air Malaysia
Batik Air Malaysia – malezyjska linia lotnicza zależna od indonezyjskiej Lion Air Group. Mająca siedzibę w Petaling Jaya, w stanie Selangor linia lotnicza obsługuje loty krajowe i międzynarodowe w regionie Azji i Pacyfiku, Azji Południowo-Wschodniej i na Bliskim Wschodzie.
Została założona we wrześniu 2012 pod nazwą Malindo Air. W kwietniu 2022 linia lotnicza, realizując strategię Lion Air Group mającą na celu konsolidację jej przewoźników oferujących usługi pod ujednoliconą tożsamością przyjęła nazwę Batik Air Malaysia, nawiązując do indonezyjskiej linii Batik Air.

## Flota
Według stanu na maj 2025 flota Thai AirAsia składała się z 43 samolotów o średnim wieku 8,7 lat:
| Samolot          | Samolot | Samolot   | Liczba miejsc | Liczba miejsc | Liczba miejsc | Uwagi |
| Model            | Aktywne | Zamówione | B             | E             | Łącznie       | Uwagi |
| ---------------- | ------- | --------- | ------------- | ------------- | ------------- | ----- |
| Airbus A330-300  | 5       | -         | 12            | 365           | 377           |       |
| Boeing 737-800   | 21      | 2         | 12            | 150           | 162           |       |
| Boeing 737 MAX 8 | 17      | -         | 12            | 150           | 162           |       |
| Boeing 737 MAX 8 | 17      | -         | -             | 180           | 180           |       |
| Boeing 737 MAX 8 | 17      | -         | -             | 189           | 189           |       |
| Łącznie          | 43      | 2         |               |               |               |       |